# Obsidian Cliff
Das Obsidian Cliff ist ein Kliff im Yellowstone-Nationalpark, das aus Obsidian besteht, einem vulkanischen Gesteinsglas. Am 19. Juni 1996 wurde es in die Liste der National Historic Landmarks aufgenommen und damit vom US-Innenministerium als Stätte von besonderer historischer Bedeutung eingestuft sowie als Stätte in das National Register of Historic Places eingetragen.
Das Obsidian Cliff liegt etwa auf halbem Weg zwischen Mammoth Hot Springs und Norris Junction am nördlichen Ende des Beaver Lake. Es befindet sich auf 2250 m über NN und ragt zwischen 45 und 60 Meter über den Obsidian Creek.

## Geschichte
Die Bannock und andere Indianervölker verwendeten bereits vor mindestens 11.000 Jahren Obsidian aus dem Kliff für Pfeilspitzen. Als einer der ersten Weißen erwähnte der Trapper Jim Bridger den „gläsernen Berg“. Seine Zuhörer taten diese Schilderung als Lügengeschichte ab.
Den Namen erhielt die Formation von Philetus Walter Norris, dem zweiten Superintendent des Yellowstone-Nationalparks zwischen 1877 und 1882.